# Nils Oliveto
Nils Oliveto (născut la 8 decembrie 1974 în Greenfield Park, Québec, Canada) este un actor și scenarist canadian de etnie franco-italiană.

## Biografie
Nils Oliveto a crescut în cartierul South Shore din Montreal. A fost îndrumat spre activitățile de teatru și improvizare, dar pasiunea lui au fost sporturile, ca voleiul și fotbalul, practicate în timpul respectiv la liceul "Royal George" din Greenfield Park. La 16 ani a trecut la atletism și a început să se implice serios în disciplinele aruncarea discului și aruncarea ciocanului, atrăgând atenția națională. În timpul liceului a obținut titlul de „Atletul anului” și a ajuns copreședintele consiliului elevilor al liceului "Royal George". După bacalaureat a ajuns la Champlain College din Saint-Lambert, unde a fost în grija fostului antrenor olimpic cehoslovac de haltere dr. Emil Muller. În 1993, a întrat în echipa națională de juniori a tleților canadieni ca aruncător de ciocan. După obținerea diplomei în 1995 (Știință Pură și Aplicată), lui Oliveto i-a fost oferită o bursă la Universitatea din Oklahoma (NCAA Div I).
Între 1995 și 2000 a călătorit în toată America de Nord, Europa și Africa, concurând în competiții, între care: Canada Games, Jocurile Francofone și Probe Olimpice. La Universitatea din Oklahoma și-a luat două diplome: diploma de bachelor of science (BSc) în 1998 (în științele mișcării, sportului și sănătății) și diploma de masterat (MSc) în 2000 (efectele exercițiilor fizice și performanță umană). Până în prezent este deținător al recordului de la Universitatea din Oklahoma în aruncarea ciocanului și deținător al recordului din toate timpurile la haltere la Champlain College.

## Actorie

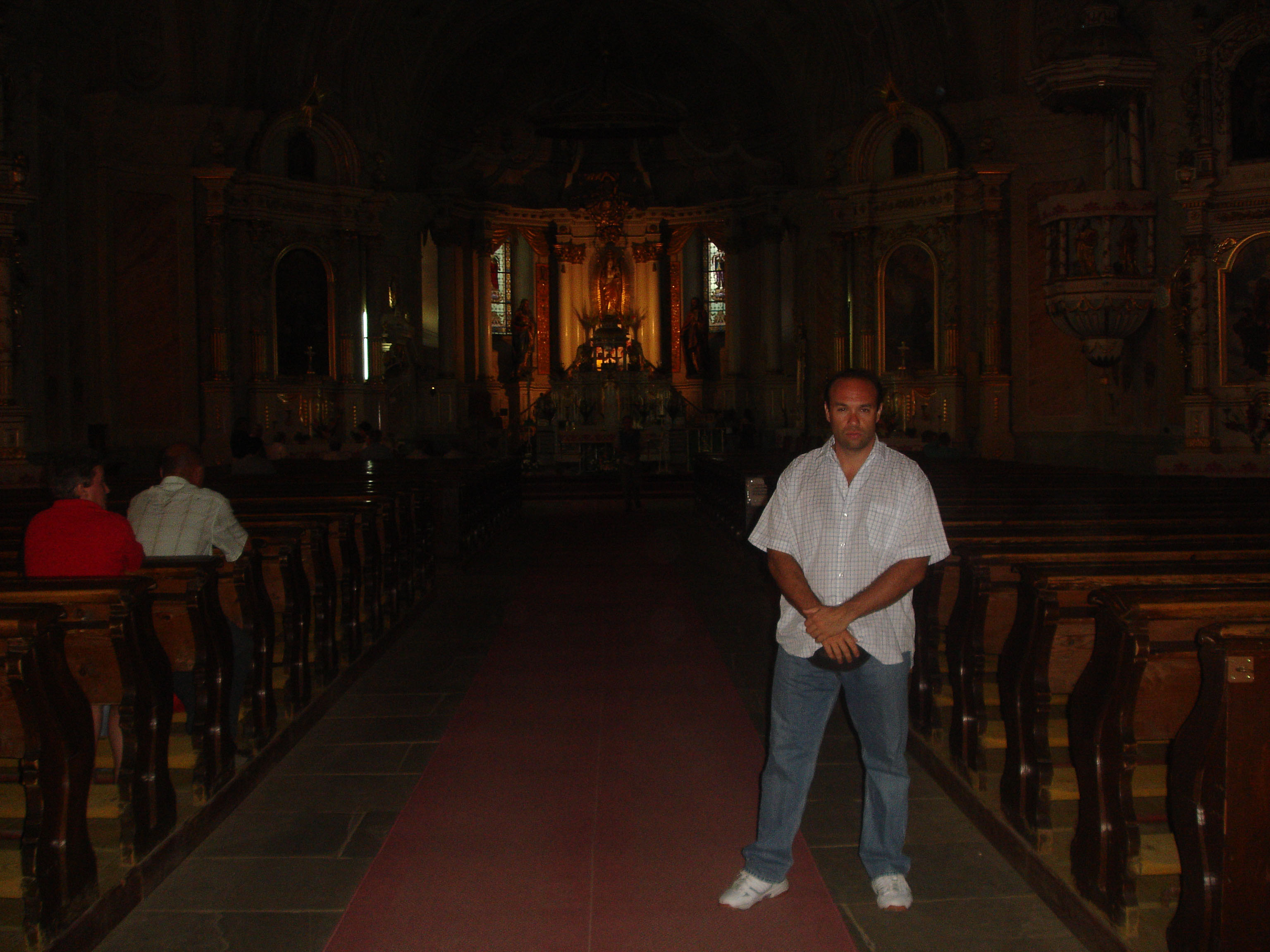
Nils Oliveto la Şumuleu Ciuc

După doi ani de întrerupere, când s-a aflat la Calgary, Nils Oliveto s-a întors în Québec, unde lucrează actual la preproducția filmului "The Mouth of Truth". Nils este producătorul executiv, scenaristul și actorul principal alături de Andrea Ivett Erőss în acestă dramă din Roma Antică, care este o cooproducție SUA - Europa. După așteptări filmările încep în septembrie 2008, și se vor efectua în România, Italia, Canada și SUA.

## Filmografie
- 2002: Marinar SUA în filmul Mesaje secrete (Windtalkers), în regia lui John Woo,
- 2002: Președinte al consiliului în filmul Băieți de băieți (Sorority Boys), în regia lui Wallace Wolodarsky,
- 2002: Barman în filmul Poliția în direct (Showtime), în regia lui Tom Dey,

## Proiecte în desfășurare

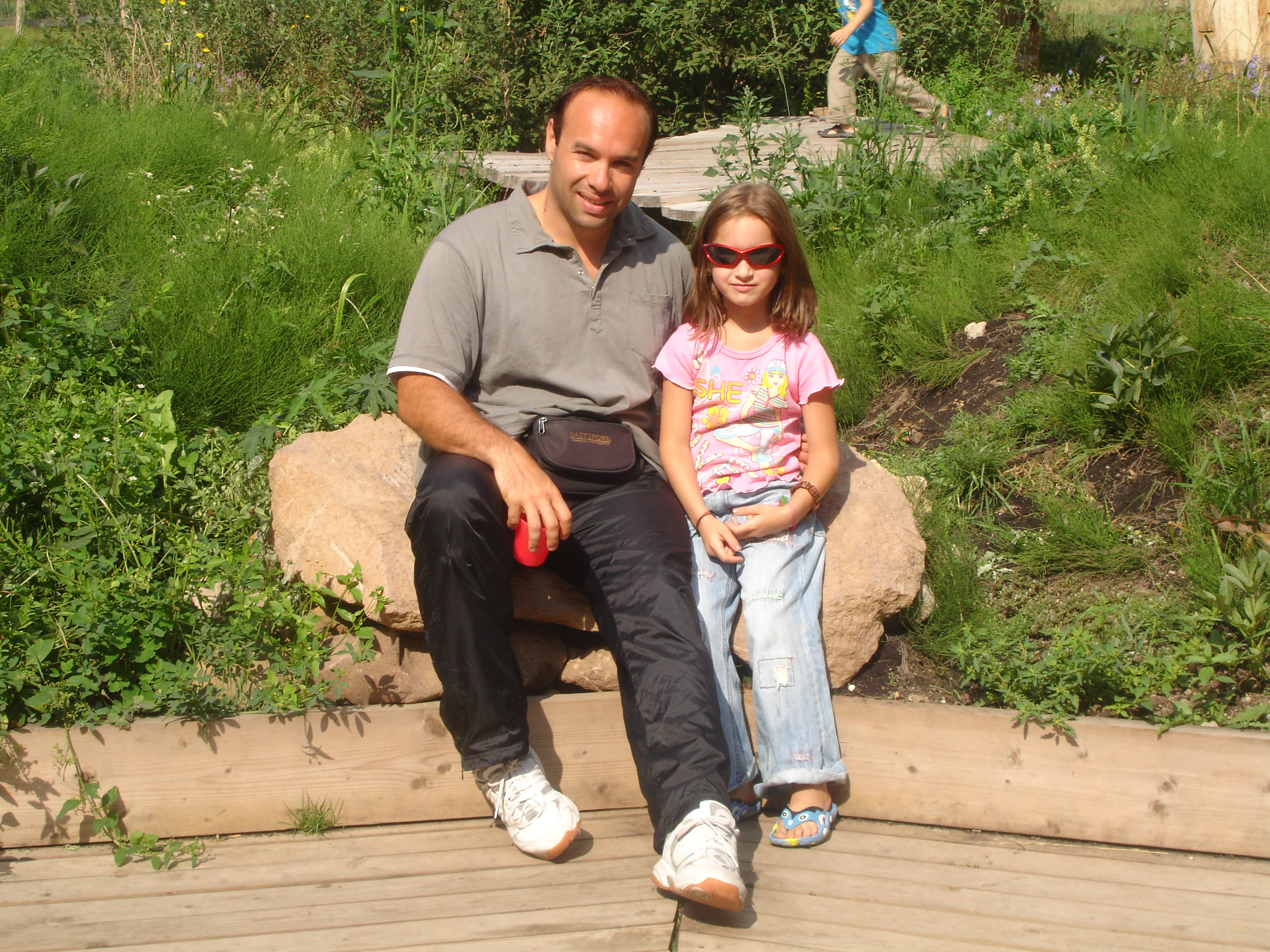
Nils Oliveto şi Andrea Ivett Erőss - protagoniștii filmului "The Mouth of Truth"

- 2009:  Mobster în animația Horrorween, în regia lui Joe Estevez,
- 2011:  Angelo Urlando / Sicarius în filmul The Mouth of Truth, în regia lui Noah Kadner, - se filmează din toamnă

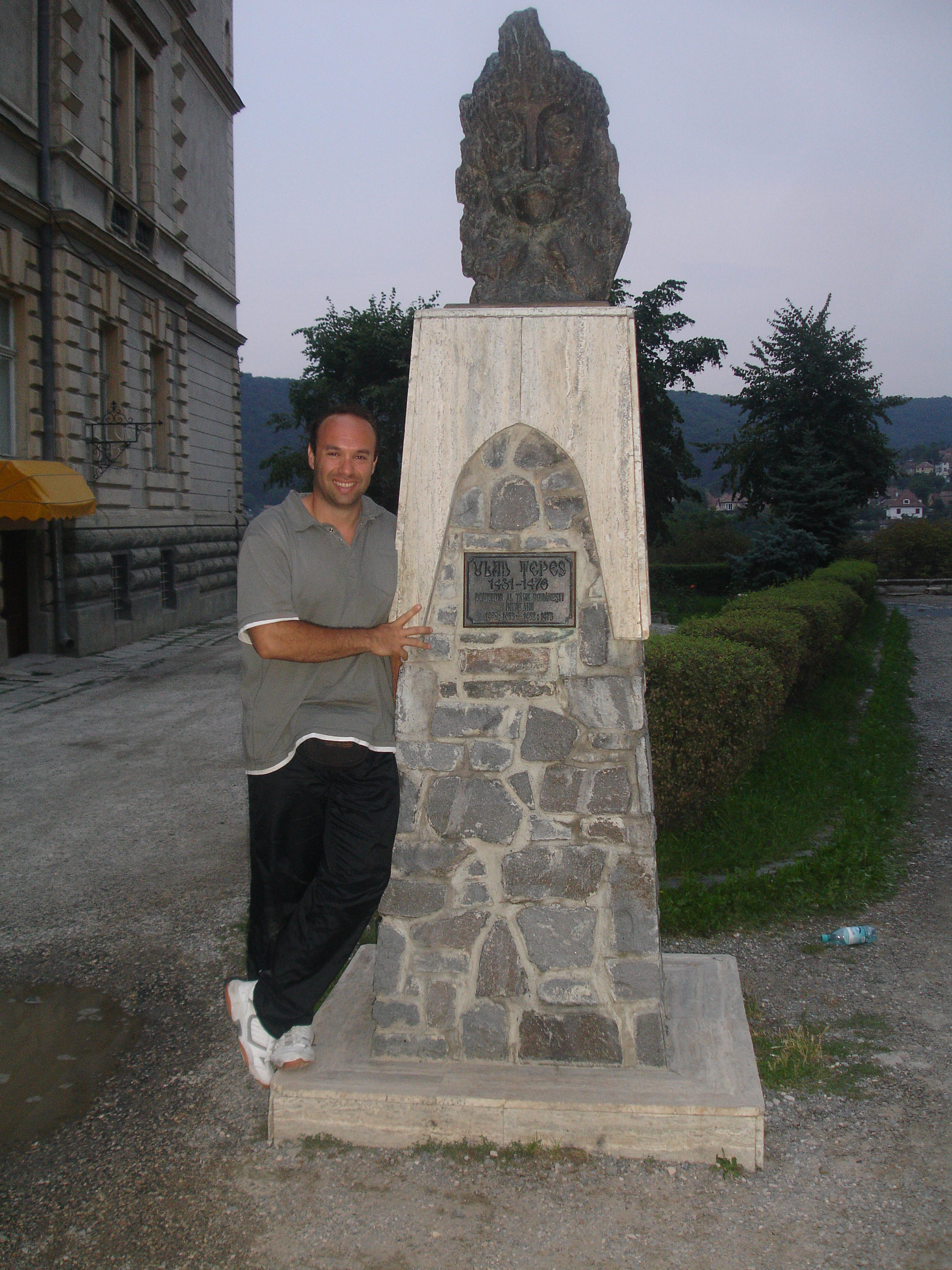
Nils Oliveto în vizualizare de locaţii pentru filmul "The Mouth of Truth" la Sighişoara

## Alte apariții
- 2001: Paul Dorsey în serialul Boston Public, în regia lui David E. Kelley
- 2000: Vânzătorul de portocale în serialul America's Most Wanted, în regia lui Paul Abascal